# ولادیمیر دولگوف
ولادیمیر دولگوف (روسی: Владимир Генрихович Долгов؛ ۱۱ مهٔ ۱۹۶۰ – ۱۰ ژانویهٔ ۲۰۲۲) شناگر اهل اتحاد شوروی بود که در مسابقات کشوری و بین‌المللی در مجموع برندهٔ ۱ مدال نقره، ۱ مدال برنز شده‌است.